# Pióropusznik strusi
Pióropusznik strusi (Matteuccia struthiopteris (L.) Todaro) – gatunek paproci z rodziny onokleowatych.

## Zasięg geograficzny
W Polsce występuje na pogórzu Karpat i Pienin, w Sudetach Zachodnich, Górach Świętokrzyskich i Bieszczadach. Rozproszony na nizinach, można go spotkać m.in. w Puszczy Augustowskiej i Boreckiej, nad Nysą i Bobrem, w Mazowieckim Parku Krajobrazowym, na Równinie Warmińskiej (w rezerwacie florystycznym Pióropusznikowy Jar).

## Morfologia

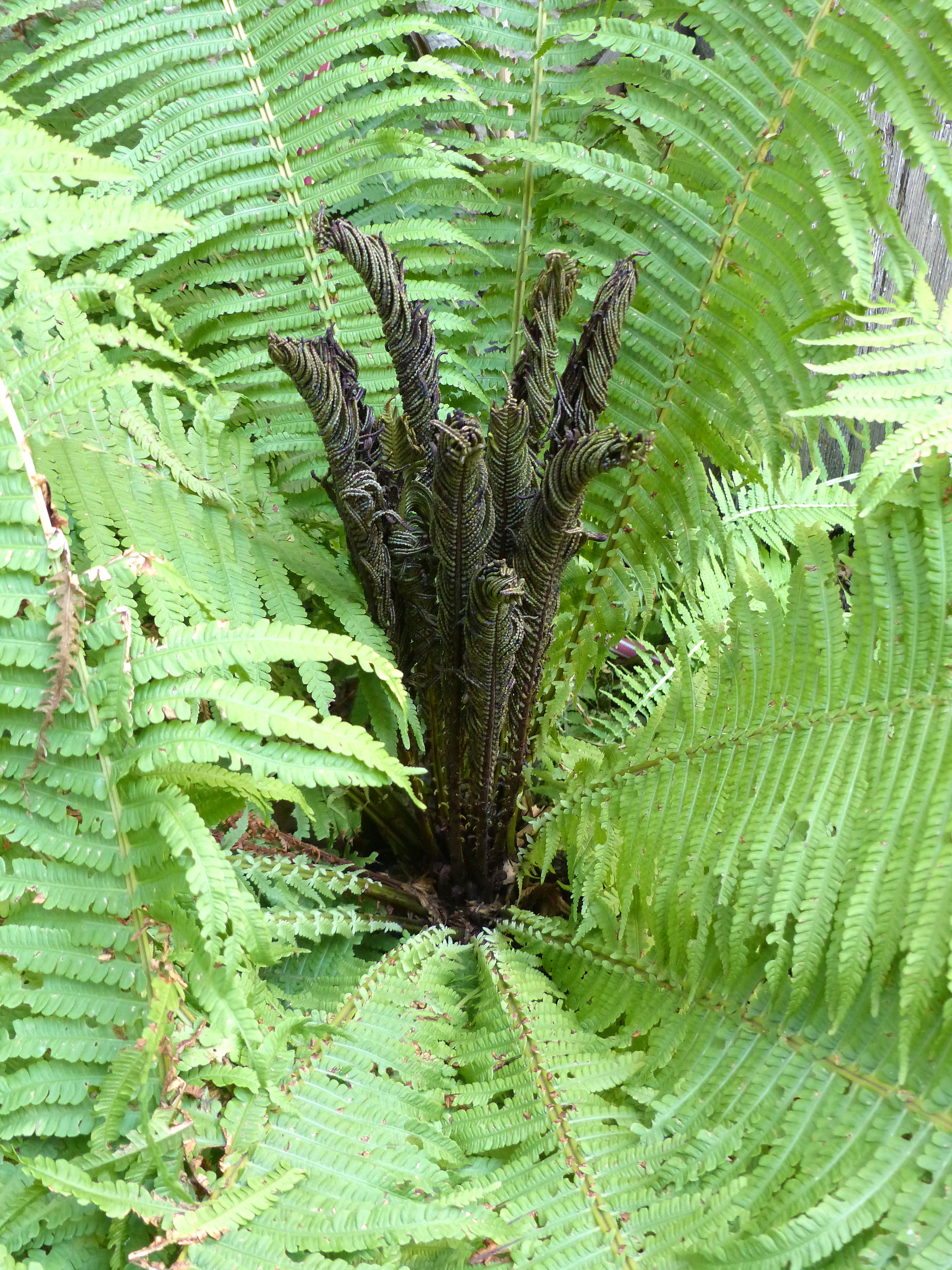
Pióropusznik strusi, w centrum liście zarodnionośne

Roślina wieloletnia z krótkim kłączem, z którego wyrastają lejkowato pojedyncze, podwójnie pierzaste liście płonne (asymilacyjne) wysokości 30–150 cm. Są lancetowate w zarysie i mocno zwężają się ku dołowi, posiadają bardzo krótki ogonek liściowy. W sierpniu lub wrześniu z wnętrza lejka wyrasta krótszy (do 60 cm długości), sztywny, początkowo zielony – później ciemnobrunatny, jednokrotnie pierzasty liść zarodnionośny, podobny do strusiego pióra (skąd pochodzi nazwa paproci). Zarodnikowanie przypada na wrzesień-październik. Stosunkowo duże, ciemnobrunatne (czasem również czarne) zarodniki znajdują się w kubkach zarodnikowych leżących na obrzeżach blaszek liściowych, kiełkują po 14–22 dniach. Liście płonne zasychają wcześniej, pozostawiając na zimę tylko brunatne liście zarodnikowe. Paproć ta odznacza się zatem dwupostaciowością liści, tj. trofofil (część liścia zaopatrująca roślinę w substancje odżywcze) i sporofil (część liścia wytwarzająca zarodniki) występują oddzielne.

## Ekologia
Siedliska pióropusznika to brzegi potoków, wilgotne zbocza, mokre łąki i leśne polany.

## Zagrożenie i ochrona
W Polsce roślina podlega częściowej ochronie prawnej nieprzerwanie od 1946 roku (w rozporządzeniach zamieszczana z nazwą naukową Matteucia struthiopteris).

## Zastosowanie i uprawa
Roślina chętnie uprawiana w ogródkach jako ozdobna. Młode pędy (pastorały) jadalne. 
- Wymagania: lubi wilgotne i zacienione miejsca, lecz jako mało wymagający toleruje również słońce i półcień. Gleba próchnicza z dużym dodatkiem torfu (inne rodzaje gleby mogą spowolnić ekspansję rośliny). Wrażliwa na przesuszenie gleby. Mrozoodporna.
- Rozmnażanie: wiosną, za pomocą wytwarzanych rozłogów.
- Uprawa: Ze względu na ekspansywność nadaje się raczej do większych założeń ogrodowych, w przeciwnym wypadku należy uważać by nie zagłuszyła innych roślin.